# 第二代馬爾博羅女公爵亨麗埃塔·戈多爾芬
第二代馬爾博羅女公爵亨麗埃塔·戈多爾芬（英語：Henrietta Godolphin, 2nd Duchess of Marlborough，1681年7月19日—1733年10月24日），第二代馬爾博羅女公爵，陸軍元帥約翰·邱吉爾的女兒。

## 家庭
1698年，亨麗埃塔和法蘭西斯·戈多爾芬結婚，兩人共有1子2女：
1. 威廉（英语：William Godolphin, Marquess of Blandford）（1699年—1731年），布蘭德福德侯爵
2. 哈里葉（英语：Harriet Pelham-Holles, Duchess of Newcastle）（1701年—1766年），紐卡斯爾公爵夫人
3. 瑪麗（英语：Mary Osborne, Duchess of Leeds）（1723年—1764年），里茲公爵夫人